# هوليديت
هوليديت (بالإنجليزية: Holidate)‏ ويعني: مواعدة العيد؛ فيلم كوميدي رومانسي أمريكي من إنتاج ماك جي في عام 2020، كتبت سيناريو الفيلم تيفاني بولسن وأخرجه جون وايتسيل، وهو من بطولة إيما روبرتس ولوك بريسي ومشاركة كل من جيك مانلي، جيسيكا كابشو، كينغ باش، فرانسيس فيشر، مانيش ديال وكريستين تشينوويث. صدر الفيلم رسميًا في 28 أكتوبر 2020، حيث عُرض على شبكة نتفليكس.

## قصة
سلون وجاكسون كلاهما يكرهان قضاء العطلات. تكره سلون قضاء العطلات وحيدة بلا حبيب. بسبب مشاكلها العائلية تتفق مع شاب غريب (جاكسون) على الظهور بوصفهما حبيبين ويتعهدان بأن يكون كل منهما إيجابيًا لكل احتفال عطلة على مدار العام.

## تمثيل
- إيما روبرتس بدور سلون
- لوك بريسي بدور جاكسون
- كينغ باش بدور نيل
- جيسيكا كابشو بدور آبي
- مانيش ديال بدور فاروق
- أليكس موفات بدور بيتر
- جيك مانلي بدور يورك
- سينثي وو بدور ليز
- فرانسيس فيشر بدور إيلين
- كريستين تشينوويث بدور الخالة سوزان
- دان لوريا بدور وولي
- كارل ماكدويل بدور بابانويل (في بداية الفيلم)
- نيكولا بيلتز بدور فيليسيتي
- جوليان مارلون بدور لوك
- ميكايلا هوفر بدور آني
- ايمي كاريرو بدور كارلي
- ميغان هوليواي بدور والدة كارلي
- سافانا رينا بدور ديزي
- بيلي سلوتر بدور باري
- كارلوس لاكامارا بدور والد كارلي

## وصلات خارجية
- هوليديت على موقع IMDb (الإنجليزية)
- هوليديت على موقع ميتاكريتيك (الإنجليزية)
- هوليديت على موقع روتن توميتوز (الإنجليزية)
- هوليديت على موقع نتفليكس (الإنجليزية)
- هوليديت على موقع ألو سيني (الفرنسية)
- هوليديت على موقع فيلمافينيتي (الإسبانية)
- هوليديت على موقع قاعدة بيانات الفيلم (الإنجليزية)
- هوليديت على موقع ليتربوكسد (الإنجليزية)
- هوليديت على موقع كينوبويسك (الروسية)